# Matsuo Sugano
| Entdeckte Asteroiden: 4 | Entdeckte Asteroiden: 4 | Entdeckte Asteroiden: 4 |
| ----------------------- | ----------------------- | ----------------------- |
| Nummer und Name         | Entdeckungsdatum        | Mitentdecker            |
| (5881) Akashi           | 27. September 1992      | T. Nomura               |
| (6559) Nomura           | 3. Mai 1991             | K. Kawanishi            |
| (8892) Kakogawa         | 11. September 1994      | T. Nomura               |
| (14873) Shoyo           | 28. Oktober 1990        | K. Kawanishi            |

Matsuo Sugano (jap. 菅野 松男, Sugano Matsuo; * 1939) ist ein japanischer Astronom. Während seiner langjährigen Mitarbeit am Städtischen Planetarium (Akashi Municipal Planetarium) in Akashi bemühte er sich besonders um die Förderung der Amateurastronomie in Japan.
Sugano ist der Mitentdecker von mehreren Asteroiden. Außerdem entdeckte er drei Novae: V827 Her zusammen mit Minoru Honda, V838 Her mit George Eric Deacon Alcock und V4327 Sgr mit William Liller sowie den Veränderlichen Stern V1143 Ori.
1983 gelang ihm als Erstem die Beobachtung des nichtperiodischen Kometen C/1983 J1 (Sugano-Saigusa-Fujikawa).
Der Asteroid (5872) Sugano wurde nach ihm benannt, (6155) Yokosugano nach seiner Frau Yoko.